# George Alan Thomas
Sir George Alan Thomas (ur. 14 czerwca 1881 w Therapii w pobliżu Stambułu, zm. 23 lipca 1972 w Londynie) – brytyjski badmintonista, tenisista ziemny, szachista i sędzia szachowy.

## Szachy
W 1896 r. pokonał w symultanie ówczesnego mistrza świata, Emanuela Laskera. W latach 20. i 30. XX wieku należał do ścisłej czołówki angielskich szachistów. W 1923 i 1934 r. zwyciężył w mistrzostwach Wielkiej Brytanii. Pomiędzy 1927 a 1939 rokiem siedmiokrotnie wystąpił na szachowych olimpiadach, zdobywając trzy medale: brązowy (1927, wraz z drużyną) oraz indywidualnie złoty (1927) i srebrny (1931). Odniósł szereg sukcesów w turniejach międzynarodowych, m.in. w:
- Hastings (1919, dz. III m. za Jose Raulem Capablanką i Borislavem Kosticiem, wspólnie z Frederickiem Yatesem),
- Weston (1922, dz. III m. za Josephem Blakiem i Gezą Maroczym, wspólnie z Frederickiem Yatesem),
- Liverpoolu (1923, dz. III m. za Jakiem Miesesem i Gezą Maroczym, wspólnie z Frederickiem Yatesem),
- Welton (1924, II m. za Maxem Euwe),
- Scarborough (1926, II m. za Aleksandrem Alechinem),
- Royal Tunbridge Wells (1927, dz. I m. wspólnie z Frederickiem Yatesem).
- Canterbury (1930, I m.),
- Nicei (1930, II m. za Ksawerym Tartakowerem),
- Hastings (1934/35, dz. I m. z Maxem Euwe i Salomonem Flohrem, przed m.in. Jose Raulem Capablanką i Michaiłem Botwinnikiem, których w bezpośrednich pojedynkach pokonał),
- Margate (1935, III m. za Samuelem Reshevskim i Jose Raulem Capablanką),
- Hastings (1947/48, dz. II m. za László Szabó, wspólnie z Henri Grobem i Willemem Muhringiem).

W 1946 r. był organizatorem radiowego meczu drużyn Anglii i Związku Radzieckiego. W 1950 r. Międzynarodowa Federacja Szachowa przyznała mu tytuł mistrza międzynarodowego, natomiast dwa lata później – tytuł sędziego klasy międzynarodowej. Według systemu Chessmetrics, najwyższy ranking osiągnął w styczniu 1923 r., posiadał wówczas 2610 punktów i zajmował 15. miejsce na świecie.

## Badminton
Pomiędzy 1906 a 1928 rokiem zwyciężył w 21 turniejach All England Open Badminton Championships (w tym czterokrotnie w singlu, dziewięciokrotnie w grze podwójnej i ośmiokrotnie w grze mieszanej). Był również siedmiokrotnym mistrzem Wielkiej Brytanii. W 1923 r. napisał książkę The Art of Badminton. W 1939 r. zaproponował utworzenie światowych rozgrywek badmintona, wzorowanych na Pucharze Davisa. Po 10 latach zorganizowano pierwsze drużynowe mistrzostwa świata, nazwane Thomas Cup, w których zwyciężyła reprezentacja Malezji. W latach 1950–1952 pełnił funkcję Prezydenta Angielskiego Związku Badmintona (ang. President of the Badminton Association of England).

## Tenis ziemny
W latach 1905–1926 uczestniczył w tenisowych turniejach rozgrywanych w Wimbledonie. Największy sukces w tych rozgrywkach odniósł w 1911 r., awansując do 1/4 finału (przegrał z Charlesem Dixonem). W 1908, 1909, 1910 i 1922 kończył udział w Wimbledonie na 1/8 finału. W 1912 z turnieju wyeliminował go znany Francuz Max Décugis, w 1914 – trzykrotny zwycięzca Wimbledonu i mistrz olimpijski Anglik Arthur Gore. W 1911 Thomas osiągnął półfinał w rywalizacji deblistów.